# Louise Lester
Louise Lester (8 de agosto de 1867-18 de noviembre de 1952) fue una actriz cinematográfica de nacionalidad estadounidense, activa en la época del cine mudo. Fue la primera estrella femenina del cine de género western.

## Biografía
Nacida en Milwaukee, Wisconsin, Lester, tras una notable carrera teatral, fue a Santa Bárbara, California en 1910 con una de las primeras compañías productoras cinematográficas, Flying A Company. 
Louise Lester se hizo famosa por encarnar a Calamity Anne en una serie de filmes que tenían como protagonista a ese personaje, entre ellos Calamity Anne's Inheritance', Calamity Anne's Vanity, Calamity Anne's Beauty y Calamity Anne, Heroine, todos rodados en 1913. Además, actuó junto a William Garwood en varias películas, entre ellas The Oath of Pierre. En total, a lo largo de su carrera Lester actuó en más de 150 películas, retirándose en 1935.   
Louise Lester falleció en 1952 en el Motion Picture & Television Country House and Hospital de Woodland Hills, California, a los 85 años de edad. Fue enterrada en el Cementerio Park de Inglewood (California). Había estado casada con los cineastas Jack Richardson y Frank Beal.

## Selección de su filmografía
| - The Opium Smuggler (1911) - Calamity Anne's Ward (1912) - Calamity Anne's Inheritance (1913) - Calamity Anne's Vanity (1913) - Calamity Anne, Detective (1913) - Calamity Anne's Beauty (1913) - Calamity Anne's Parcel Post (1913) - Calamity Anne Takes a Trip (1913) - Calamity Anne, Heroine (1913) - Calamity Anne's Sacrifice (1913) - Calamity Anne's Dream(1913) - Rose of San Juan (1913) - Calamity Anne in Society (1914) - Calamity Anne's Love Affair (1914) - The Strength o' Ten (1914) - The Poet of the Peaks (1915) - The Day of Reckoning (1915) - Mountain Mary (1915) - The Honor of the District Attorney (1915) - The Newer Way (1915) - The Exile of Bar-K Ranch (1915) | - The Assayer of Lone Gap (1915) - Drawing the Line (1915) - In Trust (1915) - The Little Lady Next Door (1915) - The Barren Gain (1915) - Hearts in Shadow (1915) - Profit from Loss (1915) - The Silken Spider (1916) - Calamity Anne, Guardian (1916) - Calamity Anne's New Job (1917) - Calamity Anne's Protégé (1917) - The Reckoning Day (1918) - The Mayor of Filbert (1919) - The Outcasts of Poker Flat (1919) - The Luck of the Irish (1920) - Her Reputation (1923) - The Desert Hawk (1924) - Galloping On (1925) - Second Choice (1930) - Wide Open (1930) - Straight from the Heart (1935) |